# Вест Хатисберг (Мисисипи)
Вест Хатисберг (енгл. West Hattiesburg) насељено је место без административног статуса у америчкој савезној држави Мисисипи.

## Демографија
По попису из 2010. године број становника је 5.909, што је 396 (-6,3%) становника мање него 2000. године.
| Група             | 2000.         | 2010.         |
| Белци             | 4.673 (74,1%) | 2.870 (48,6%) |
| Афроамериканци    | 1.394 (22,1%) | 2.495 (42,2%) |
| Азијати           | 103 (1,6%)    | 155 (2,6%)    |
| Хиспаноамериканци | 87 (1,4%)     | 291 (4,9%)    |
| Укупно            | 6.305         | 5.909         |